# Anteoides rosea
Anteoides rosea är en ringmaskart som beskrevs av Cognetti 1902. Anteoides rosea ingår i släktet Anteoides och familjen Glossoscolecidae. Inga underarter finns listade i Catalogue of Life.